# Liga de Tailandia 2021-22
La Liga de Tailandia 2021-22 fue la 25.ª temporada de la Liga de Tailandia, la más importante liga profesional tailandesa de clubes de fútbol, desde su creación en 1996, también conocida como Toyota Thai League debido al acuerdo de patrocinio con Toyota. Un total de 16 equipos compitieron en la liga. La temporada comenzó el 2 de septiembre del 2021 y terminó el 4 de mayo de 2022.
El BG Pathum United fue el campeón defensor, mientras que los ascendidos a la máxima categoría fueron el JL Chiangmai United, Khon Kaen United y Nongbua Pitchaya.

## Equipos
- Bangkok United
- BG Pathum United (C)
- Buriram United
- Chiangrai United
- Chonburi
- JL Chiangmai United (P)
- Khon Kaen United (P)
- Muangthong United
- Nakhon Ratchasima
- Nongbua Pitchaya (P)
- Police Tero
- Port
- PT Prachuap
- Ratchaburi Mitr Phol
- Samut Prakan City
- Suphanburi

## Tabla de posiciones
Actualizado el 22 de mayo de 2022.
| Pos. | Equipo                  | PJ | PG | PE | PP | GF | GC | DG  | Pts. | Clasificado a                          |
| ---- | ----------------------- | -- | -- | -- | -- | -- | -- | --- | ---- | -------------------------------------- |
| 1    | Buriram United (C)      | 30 | 19 | 5  | 6  | 48 | 19 | +29 | 62   | Fase de grupos de Liga de Campeones    |
| 2    | BG Pathum United        | 30 | 17 | 9  | 4  | 52 | 27 | +25 | 60   | Play-offs de la Liga de Campeones      |
| 3    | Bangkok United          | 30 | 15 | 8  | 7  | 53 | 30 | +23 | 53   |                                        |
| 4    | Muangthong United       | 30 | 13 | 10 | 7  | 46 | 35 | +11 | 49   |                                        |
| 5    | Chiangrai United        | 30 | 13 | 8  | 9  | 33 | 35 | -2  | 47   |                                        |
| 6    | Nongbua Pitchaya        | 30 | 13 | 8  | 9  | 42 | 35 | +7  | 47   |                                        |
| 7    | Chonburi                | 30 | 12 | 8  | 10 | 50 | 40 | +10 | 44   |                                        |
| 8    | Port                    | 30 | 11 | 6  | 13 | 41 | 37 | +4  | 39   |                                        |
| 9    | Nakhon Ratchasima       | 30 | 10 | 7  | 13 | 33 | 47 | -14 | 37   |                                        |
| 10   | Khon Kaen United        | 30 | 10 | 7  | 13 | 30 | 43 | -13 | 37   |                                        |
| 11   | Police Tero             | 30 | 8  | 13 | 9  | 33 | 39 | -6  | 37   |                                        |
| 12   | Ratchaburi Mitr Phol    | 30 | 9  | 9  | 12 | 32 | 36 | -4  | 36   |                                        |
| 13   | PT Prachuap             | 30 | 8  | 7  | 15 | 30 | 45 | -15 | 31   |                                        |
| 14   | Suphanburi (R)          | 30 | 8  | 6  | 16 | 35 | 49 | -14 | 30   | Descenso a Liga 2 de Tailandia 2022-23 |
| 15   | Samut Prakan City (R)   | 30 | 6  | 10 | 14 | 29 | 42 | -13 | 28   | Descenso a Liga 2 de Tailandia 2022-23 |
| 16   | JL Chiangmai United (R) | 30 | 4  | 7  | 19 | 28 | 56 | -28 | 19   | Descenso a Liga 2 de Tailandia 2022-23 |

## Goleadores
| Pos. | Goleador                     | Equipo            | Goles |
| ---- | ---------------------------- | ----------------- | ----- |
| 1    | Hamilton Soares de Sá        | Nongbua Pitchaya  | 19    |
| 2    | Ibson Pereira de Melo        | Khon Kaen United  | 17    |
| 3    | Willian Popp                 | Muangthong United | 15    |
| 3    | Heberty Fernandes de Andrade | Bangkok United    | 15    |
| 5    | Supachai Jaided              | Buriram United    | 14    |